# Пиккусаари, Арви
Арви Пиккусаари (фин. Arvi Pikkusaari, 4 апреля 1909 — 27 июня 1989) — финский борец греко-римского стиля, призёр чемпионата Европы.

## Биография
Родился в 1909 году в Лапуа. С 1934 по 1939 годы ежегодно становился чемпионом Финляндии. В 1939 году стал бронзовым призёром чемпионата Европы.